# Écots
Écots is een plaats en voormalige gemeente in het Franse departement Calvados in de regio Normandië.

## Geschiedenis
In de 11de eeuw werd de plaats vermeld als Escotum. Uit de 13de eeuw dateren Écots en Auge en Escoz. De 18de-eeuwse Cassinikaart duidt de plaats aan als Eſcots.
Op het eind van het ancien régime werd Écots een gemeente.
In 1973 werd Écots met negen andere gemeenten samengevoegd in de nieuwe gemeente L'Oudon in een zogenaamde "fusion association".
Deze gemeente maakte deel uit van het kanton Saint-Pierre-sur-Dives tot dit op 22 maart 2015 werd opgeheven en de gemeenten werden opgenomen in het kanton Livarot. Op 1 januari 2017 fuseerde de gemeente met overige gemeenten van het voormalige kanton tot de commune nouvelle Saint-Pierre-en-Auge. Hierbij verloor Écots de status van commune associée.

## Bezienswaardigheden
- De Église Saint-Remi et Saint-Lubin
- Het Manoir d'Houlbec, een landhuis uit de 15de en 16de eeuw, werd in 1933 deels ingeschreven als monument historique.
- De motte

Lijst van Franse gemeenten · Arrondissement Lisieux · Calvados · Normandië